# Tachina trimaculata
Tachina trimaculata là một loài ruồi trong họ Tachinidae.